# Цунами (сингл Рима)
«Цунами» — первый сингл из пока ещё безымянного дебютного альбома российского певца РИМА, релиз  которого был запланирован на первую половину 2015 года. Сингл выпущен 7 ноября 2013 года при поддержки продюсерского центра Александра Яковлева. Это второй авторский трек РИМА, после «Amore mio», который был представлен после участия в Факторе А, но написан ещё в 2011 году. 
9 ноября сингл был эксклюзивно представлен на волнах DFM радио, где состоялось более трёхсот ротаций. В интернете трек легально прослушали более 111,000 раз. Сингл дебютировал в Top 100 Moskva FM с #30 позиции, а Airplay Detection TopHit 100 фиксирует более 3,000 эфиров сингла на радиостанциях России В сводном музыкальном чарте Красная звезда сингл находился в топ-100 на протяжении трёх недель.

Песня написана РИМОМ в соавторстве с Александром Яковлевым и Анной Микульской. Музыкальное видео было снято режиссёром Тимуром Ризаев в Москве.
В декабре 2014 года сингл будет перевыпущен для СНГ, релиз будет доступен на iTunes Store, Amazon и Google Play.

## История создания и релиз
Я начал работу над песней в начале 2011 года. Изначально была написана музыка и вокальная мелодия без текста. Первоначально музыка была выполнена в жанре трип-хоп. В процессе написания текста, авторами которого являются Анна Микульская и Александр Яковлев, было решено изменить саунд в сторону электропоп.
После участия в третьем сезоне Фактора А, РИМ приступил к активной работе над созданием сингла и будущего альбома. Сразу после того, как певец покинул проект начался показ интернет-сериала "VITA 2.0: История нового Рима", в котором была представлена демоверсия песни "Amore mio". 5 октября 2013 года Рим представил промовидео снятое на ремикс «Amore mio», и объявил о том, что уже начал работу над дебютным альбомом. Целью проморолика было дать понять людям в каком направлении идет работа над альбомом.
В конце октября 2013 года РИМ опубликовал демоверсию «Цунами», а уже 7 ноября трек был отправлен на радиостанции.

Песня «Цунами» была написана в 2011 году. Трек выполнен в жанре электропоп с вкраплением Big Beat. Огромное влияние на создание песни оказала российская группа t.A.T.u., а в частности, их первые два сингла, «Я сошла с ума» и «Нас не догонят» из альбома 200 по встречной (2001). РИМ является поклонником этой группы.

## Видеоклип и промо
Съемки видеоклипа проходили в Москве. Режиссёром стал Тимур Ризаев. Режиссёр и РИМ решили, что клип на песню будет снят в стиле Art, без массовки и посторонних людей. "Что касается клипа на песню,то мы совершенно четко знали что это будет Art. Мы категорически не хотели снимать то, чем кишит телевидение,гламурные барби, море, песок и остальные понты. Art хорош тем, что его каждый может трактовать для себя так, как он видит. Кто-то не видит смысла в том, что мы сняли, кто-то увидел глубочайший посыл в каждом эпизоде клипа, для меня это и есть ART. Квадрат Малевича тоже не все понимают. - РИМ"

RU.TV и D-TV стали первыми ротировать видеоклип. На видеоканале ELLO в YouTube клип «Цунами» набрал более 100,000 просмотров.
Впервые с синглом «Цунами» РИМ выступил на Международной выставке event индустрии «EAAPA Event» в январе 2014 года, одновременно представив новую песню «Одиночка», которая также войдет в дебютный альбом. В октябре 2014 РИМ начал серию промоконцертов #iwannado Concert, в сет-лист которого включил «Цунами».

## Появление в чартах
Сингл дебютировал с #30 позиции в Top 100 Moskva FM, в недельных чартах DFM пик-позиция была #4. В сводном музыкальном чарте Красная звезда сингл находился в топ-100 на протяжении трёх недель. В Airplay Detection TopHit 100 «Цунами» сумел занять только #159 позицию. Всего сингл был проигран в 166 городах более 3,000 раз.

## Список композиций
- Цифровая загрузка

1. "Цунами" — 3:30

- CIS Digital Download - EP — (Re-Realese single 2014)

1. "Цунами" (2014 Remastered) — 3:33
2. "Цунами" (Progressive House Remix) — 4:53
3. "Цунами" (Progressive House Dub Mix) — 6:14
4. "Цунами" (Instrumental Mix) — 3:30